# Elaphria goyensis
Elaphria goyensis är en fjärilsart som beskrevs av George Francis Hampson 1918. Elaphria goyensis ingår i släktet Elaphria och familjen nattflyn. Inga underarter finns listade i Catalogue of Life.